# Adrien Baillet
Adrien Baillet (La Neuville-en-Hez, 13 giugno 1649 – Parigi, 21 gennaio 1706) è stato un presbitero, teologo e letterato francese, conosciuto soprattutto come biografo di Cartesio.

## Biografia
Appartenente a una famiglia di povere condizioni compie i suoi studi presso il seminario di Beauvais dove poi sarà insegnante di materie umanistiche. Ordinato prete nel 1676 viene nominato curato di Lardières, poi canonico di Beaumont-les-Nonains.
Insoddisfatto della vita di provincia vita si trasferisce a Parigi come bibliotecario nella casa dell'avvocato generale e uomo politico Chrétien François I de Lamoignon. Lettore accanito acquisisce una vasta cultura compilando il catalogo ragionato della biblioteca in 32 volumi. In questo periodo scriverà opere a contenuto erudito, soprattutto di storia e religione.
Nel 1690, sollecitato da Jean-Baptiste Le Grand, erede dei manoscritti di Cartesio, scrive una biografia che doveva fare parte di un'edizione completa delle opere e della corrispondenza, che però non sarà pubblicata; l'opera è ancora oggi una delle fonti principali per la conoscenza della vita di Cartesio, perché Baillet ha potuto utilizzare documenti in seguito perduti. 
Il suo Jugement des savants suscita qualche critica perché viene giudicato troppo favorevole alle tesi gianseniste. La polemica con i Bollandisti acquista toni pesanti quando Baillet mette in dubbio i dogmi (non ancora proclamati dal Papa dell'epoca) relativi all'Immacolata concezione e all'Assunzione in un'opera intitolata Dévotion à la Vierge che viene subito messa all'Indice dei libri proibiti. Lo stesso accadrà per la gran parte delle sue Vite dei santi dove eliminando tutti quei miracoli che gli sembrano inverosimili egli si avvicina pericolosamente alle tesi dei riformisti.
Indebolito dagli studi eccessivi, per la salute malferma e per l'austerità di vita, muore prematuramente nel 1706.

## Opere
- Jugement des savants sur les principaux ouvrages des auteurs, 1685-86, 9 volumi
- Des Enfants devenus célèbres par leurs études et par leurs écrits, 1688
- Des Satires personnelles, traité historique et critique de celles qui portent le titre d'Anti, 1689, 2 volumi
- Auteurs déguisés sous des noms étrangers, empruntés, supposés, faits à plaisir, chiffrés, renversés, retournés ou changés d'une langue en une autre, 1690
- Histoire de la Hollande, depuis la trêve de 1600, où finit Grotius, jusqu'à notre temps, 1690, 4 volumi
- Vie de Descartes, 1691, 2 volumi
- La vie de mr. Des-Cartes. Réduite en abregé, 1692
- Vie d'Edmond Richer, 1693
- Dévotion à la Vierge et le culte qui lui est dû, 1694
- Les vies des saints, composées sur ce qui nous est resté de plus authentique et de plus assuré dans leur histoire, 1701, 3 volumi
- Histoire des démêlés du pape Boniface VIII avec Philippe le Bel, roi de France, 1717
- Histoire des festes mobiles dans l'Église, suivant l'ordre des Dimanches & des Feries de la Semaine, Paris. Chez Jean de Nully, 1703.